# آئوگوستو کارواچو
آئوگوستو کارواچو (اسپانیایی: Augusto Carvacho‎؛ زادهٔ ۱۸ مارس ۱۹۱۴) بازیکن بسکتبال اهل شیلی بود. وی در بازی‌های المپیک تابستانی ۱۹۳۶ شرکت کرده‌است.